# Partit Nacional de la Dona
El National Woman's Party (NWP) –Partit Nacional de la Dona– va ser una organització política de dones nord-americana creada el 1916 per lluitar pel sufragi femení. Després d'aconseguir aquest objectiu, amb l'adopció el 1920 de la Dinovena Esmena a la Constitució dels Estats Units, el NWP va advocar per altres qüestions, inclosa l'esmena per a la igualtat de drets. La líder més destacada del Partit Nacional de la Dona va ser Alice Paul, i el seu esdeveniment més notable va ser la vigília de les Sentinelles Silencioses [Silent Sentinels] de 1917-1919 davant les portes de la Casa Blanca.
L'1 de gener de 2021, el Partit Nacional de la Dona va cessar les seves operacions com a organització independent sense ànim de lucre i va assignar els seus drets de marca registrada i altres usos del nom del partit a l'entitat educativa sense ànim de lucre Alice Paul Institute. L'Alice Paul Institute ha convidat tres membres de la Junta Directiva del NWP a unir-se a la seva junta i en un futur proper crearà un nou comitè per «assessorar sobre una possible expansió de programes a l'àrea de Washington DC, i a nivell nacional». Els documents i materials del NWP van ser donats a la Biblioteca del Congrés i al Servei de Parcs Nacionals per posar-los a disposició del públic.

## Visió general
El Partit Nacional de la Dona va ser el resultat de la Unió del Congrés per al Sufragi Femení, que havia format el 1913 Alice Paul i Lucy Burns per lluitar pel sufragi. El Partit Nacional de la Dona va trencar amb l'Associació Nacional de Sufragi de Dones Americanes, molt més gran, que s'havia centrat a intentar aconseguir el sufragi femení a nivell estatal. El NWP va prioritzar l'aprovació d'una esmena constitucional que garantís el sufragi femení a tots els Estats Units.

## Primers anys
Alice Paul estava estretament vinculada a la Unió Política de Sufragi de Dones d'Anglaterra (WSPU), organitzada per Emmeline Pankhurst . Mentre era estudiant universitària a Anglaterra, Paul es va involucrar amb els Pankhurts i la seva campanya de sufragi anglesa. Durant aquest temps, Alice Paul va conèixer Lucy Burns, que continuaria i seria cofundadora del NWP. Encara que Paul estava estretament lligada a la campanya de sufragi militant a Anglaterra, quan va marxar per aconseguir el sufragi als Estats Units, Paul va ser pionera en la desobediència civil als Estats Units.
Mentre que les sufragistes britàniques van aturar les protestes el 1914 i van donar suport a l'esforç de guerra britànic, Alice Paul va continuar la seva lluita per la igualtat de les dones i va organitzar piquets a un president en temps de guerra per mantenir l'atenció sobre la manca de drets de les dones. Els membres del NWP van argumentar que era hipòcrita que els Estats Units lluïssin una guerra per la democràcia a Europa mentre en negaven els beneficis a la meitat de la població dels EUA. Arguments similars s'estaven fent a Europa, on la majoria de les nacions aliades europees havien concedit el dret a algunes dones o ho farien aviat.
Després de la seva experiència amb el treball del sufragi militant a la Gran Bretanya, Alice Paul i Lucy Burns es van reunir als Estats Units el 1910. Les dues dones van ser designades originalment al Comitè del Congrés de l'Associació Nacional de Sufragi de Dones Americanes (NAWSA). Les dues grans líders feministes Elizabeth Cady Stanton  i Susan B. Anthony havien mort en els primers anys de la dècada i el moviment sufragista s'afeblia, orientat per les organitzacions més conservadores que demanaven el sufragi estatal.
El març de 1913, Paul i Burns van organitzar la primera desfilada de sufragi nacional amb 5.000–8.000 dones (segons estimacions diferents) sobre Washington, DC, el dia abans de la presa de possessió del president Woodrow Wilson. Això va ser dissenyat com una tàctica política per mostrar la força de les dones i per demostrar que perseguirien els seus objectius sota l'administració de Wilson. Encapçalava la desfilada Inez Milholland que anava vestida tota de blanc i muntava sobre un cavall blanc, que després va servir com a símbol del moviment pel sufragi. Aquesta ubicació de Millholland a l'inici de la desfilada va ser estratègica a causa de la bellesa de Mulholland, Paul sabia que atrauria l'atenció dels mitjans i els seguidors. Una de les crítiques a aquesta primera desfilada de sufragi nacional va ser la barrera de les dones de color per participar colze a colze amb les dones blanques. Tot i que Paul mai es va oposar a que les dones negres tinguessin dret a votar, les va prohibir marxar amb les dones blanques i les va obligar a estar al darrere de la desfilada amb els homes per apaivagar les dones del sud. La desfilada es va convertir ràpidament en un caos per les reaccions violentes de la multitud i la manca de suport de la policia local. La policia de DC va fer poc per ajudar els sufragistes; però les dones van ser assistides per la Guàrdia Nacional de Massachusetts, la Guàrdia Nacional de Pennsilvània i nois del Maryland Agricultural College, que van crear una barrera humana protegint les dones de la multitud enfadada.
Després d'aquest incident, que Paul va utilitzar efectivament per incorporar l'opinió pública a la causa del sufragi, Paul i Burns van fundar la Unió del Congrés per al Sufragi Femení l'abril de 1913, que se separaria del NAWSA aquell mateix any. Hi havia moltes raons per a la divisió, però principalment Paul i Burns estaven frustrades amb el plantejament del National de centrar-se en referèndums estatals individuals, cosa que hauria fet el procés molt lent; volien buscar una mesura general, una esmena al Congrés. Alice Paul també s'havia irritat amb el lideratge de Carrie Chapman Catt, perquè tenien idees molt diferents sobre com fer la lluita pel sufragi i també una actitud diferent envers la militància. Catt desaprovava les estratègies radicals, inspirades per les sufragistes britàniques, i Paul i Burns intentaven implementar-les en el moviment sufragista nord-americà.
La divisió va ser confirmada per una gran diferència d'opinió sobre l'esmena Shafroth-Palmer. Aquesta esmena va ser encapçalada per la substitució d'Alice Paul com a presidenta del Comitè del Congrés Nacional, i va ser una mena de compromís destinat a apaivagar el sentiment racista al Sud. Shafroth-Palmer havia de ser una esmena constitucional que requeriria que qualsevol estat amb més d'un 8 per cent signés una petició d'iniciativa per celebrar un referèndum estatal sobre el sufragi. Això hauria mantingut l'elaboració de lleis fora de mans federals, una proposta més atractiva per al Sud. Els estats del sud temien una esmena del sufragi femení al Congrés com una possible invasió federal en el seu sistema restrictiu de lleis de vot, destinada a privar del dret a les votants negres.
Paul i Burns van considerar que aquesta esmena era una distracció letal de l'objectiu veritable i, en última instància, era necessària una esmena federal global que protegís els drets de totes les dones, sobretot perquè les contundents rondes de referèndums estatals es van percebre en aquell moment com gairebé perjudicials per a la causa.

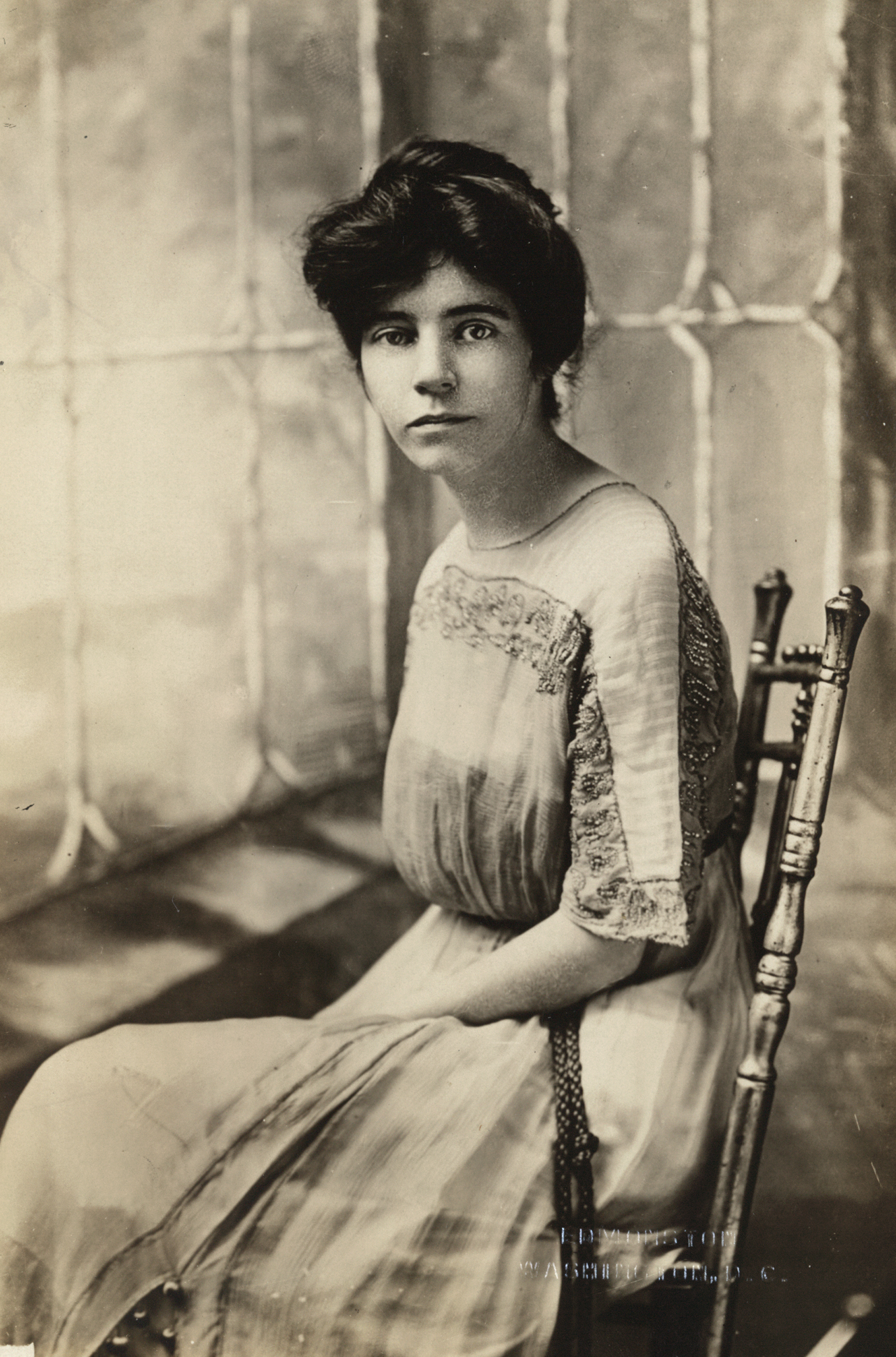
Alice Paul, 1915
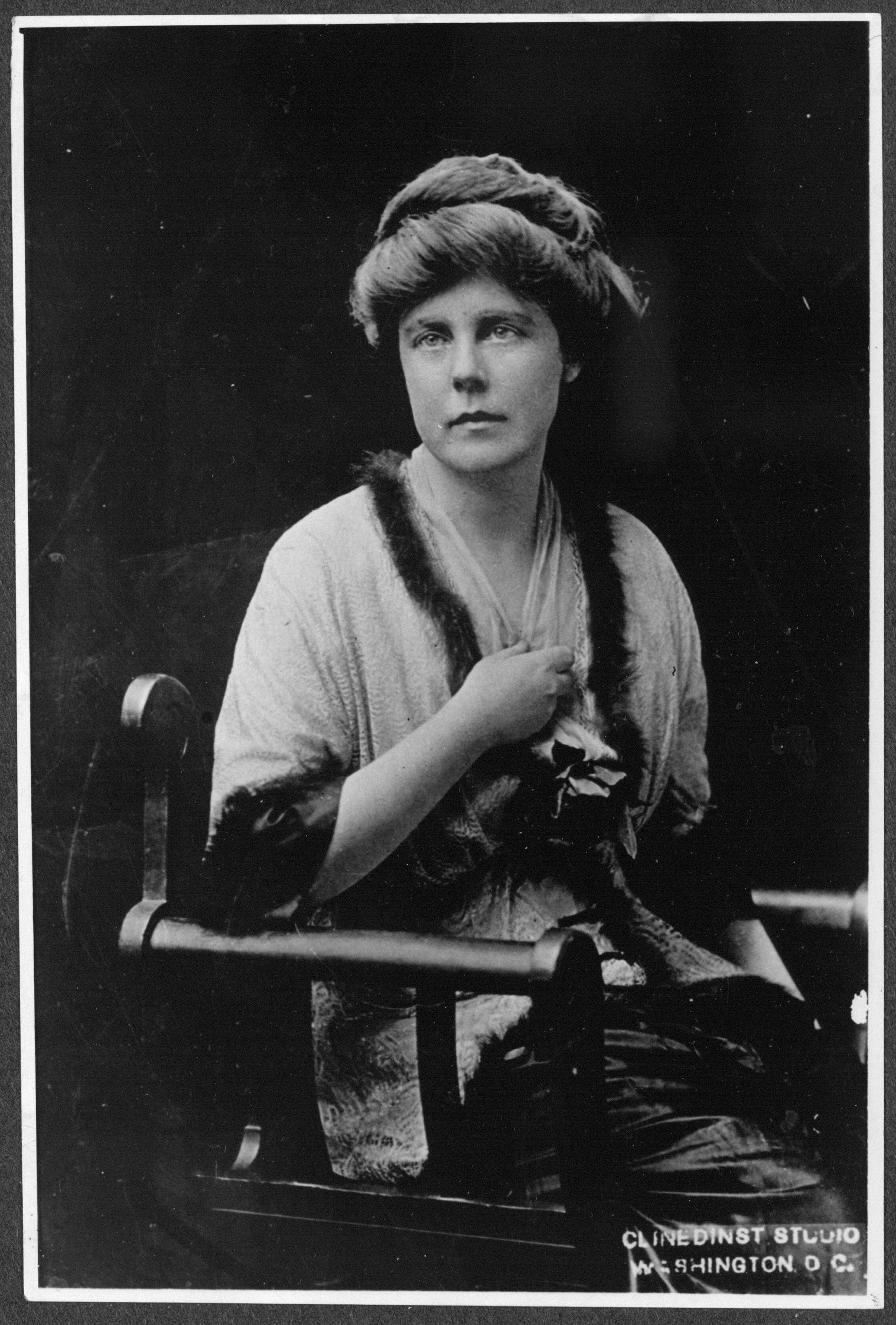
Lucy Burns, vicepresidenta de la Unió del Congrés, 1913
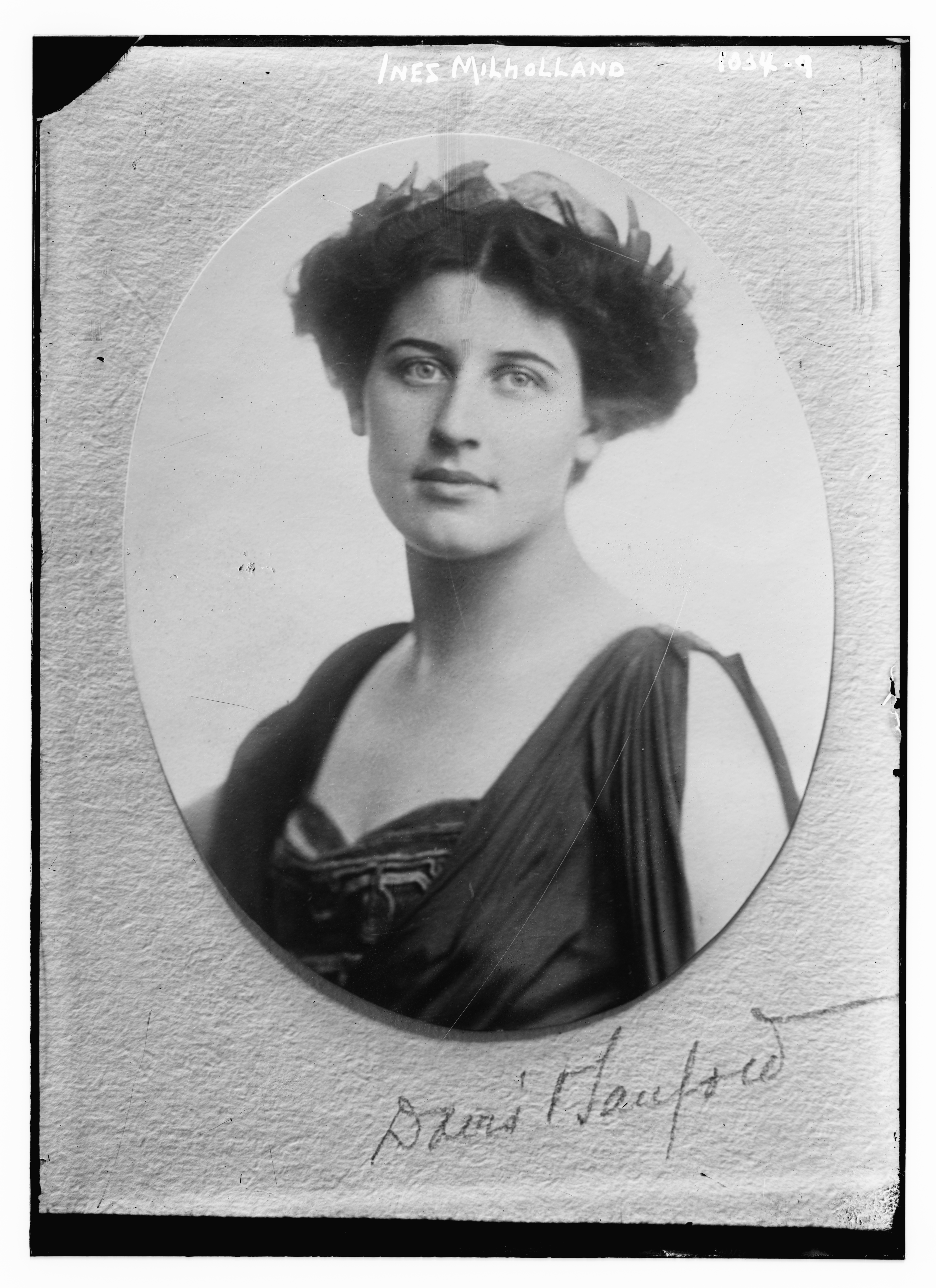
Inez Millholland
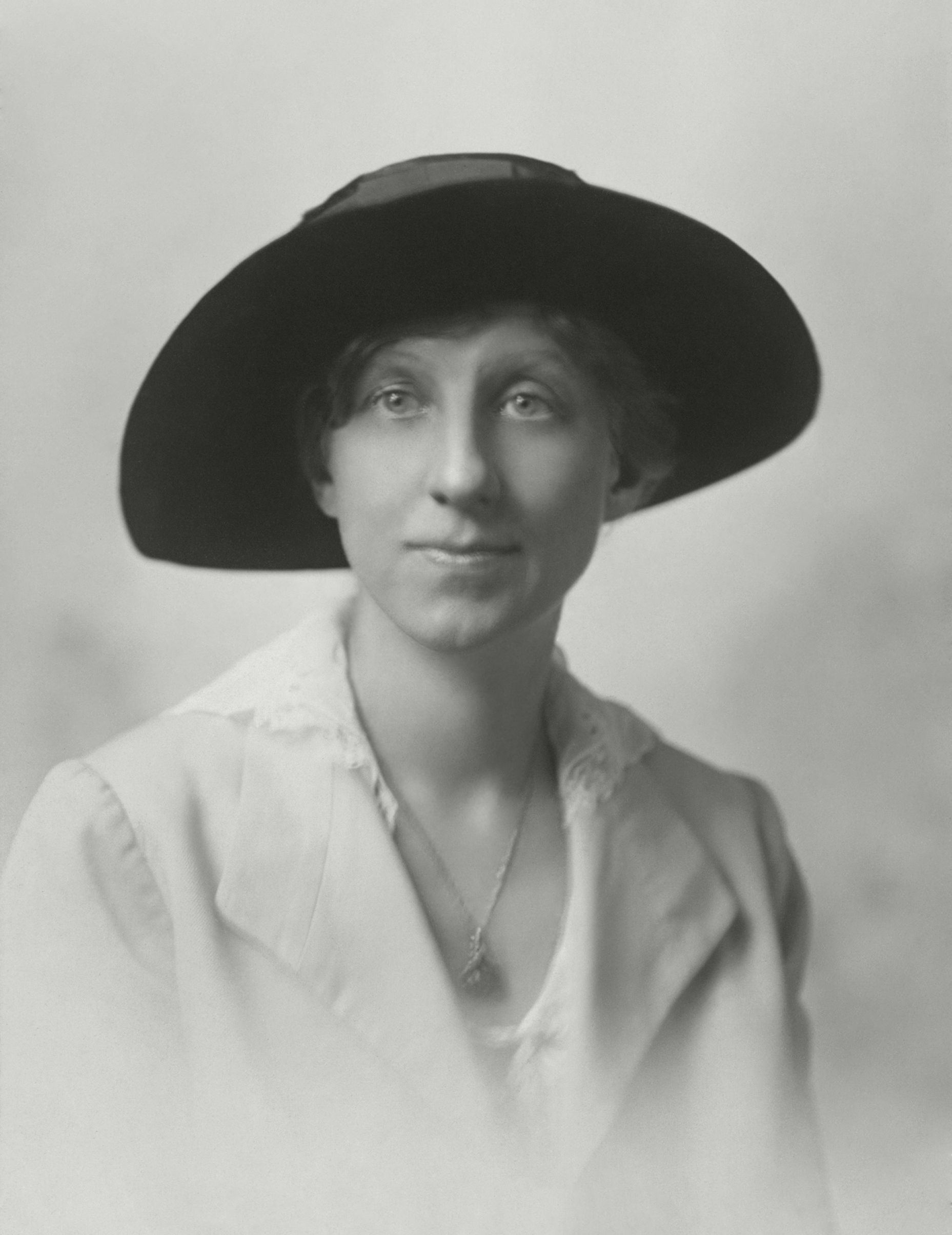
Mabel Vernon
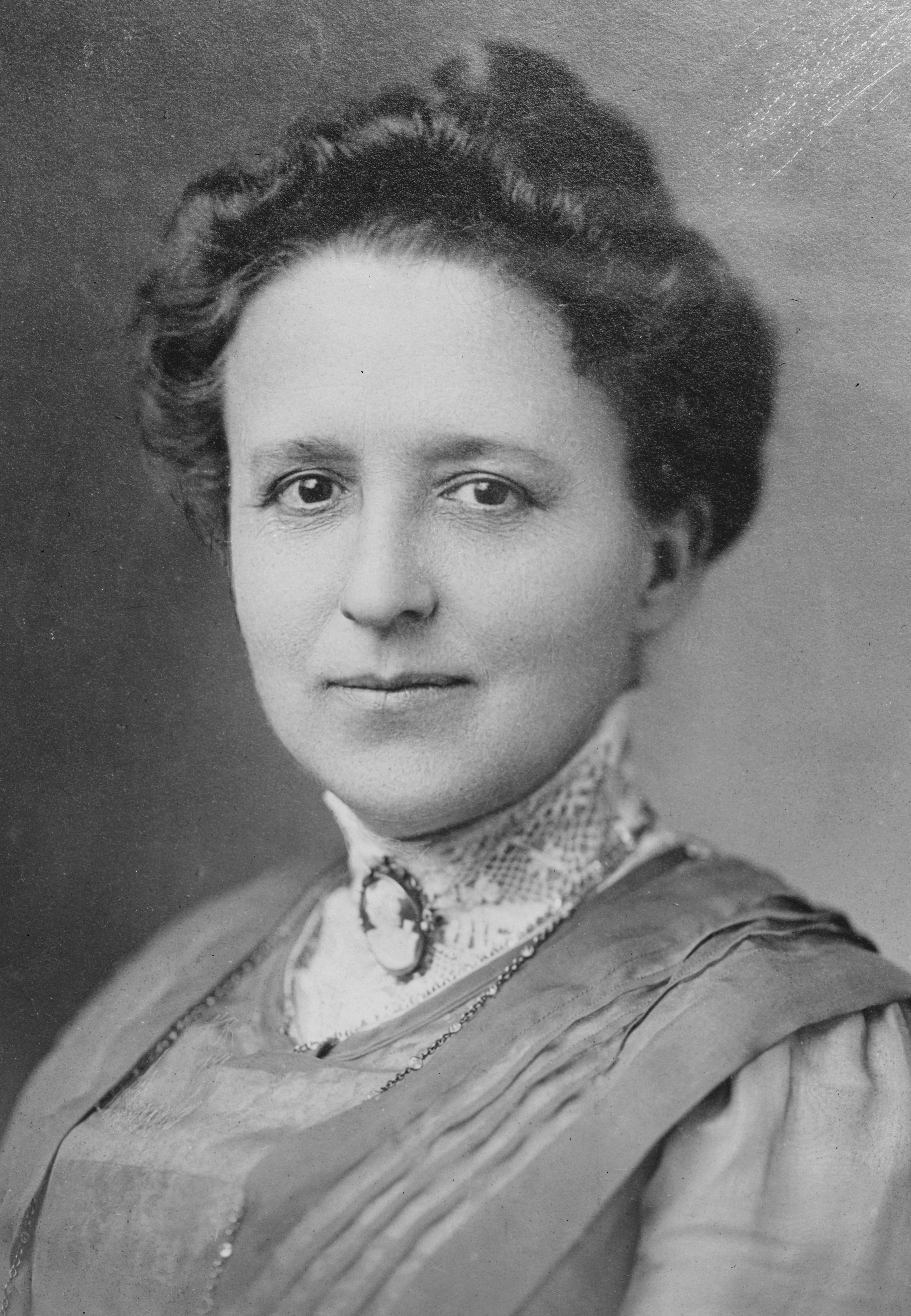
Jutge Mary Bartelme, vicepresidenta del NWP, 1916-1917
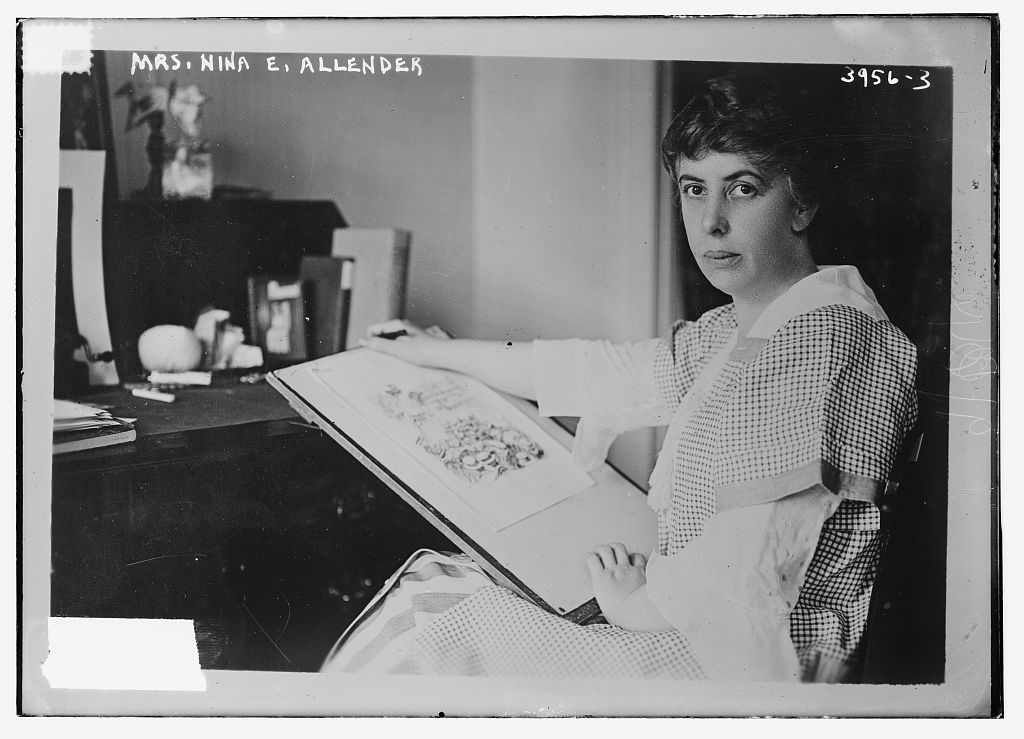
Nina Allender, dibuixant política de The Suffragist
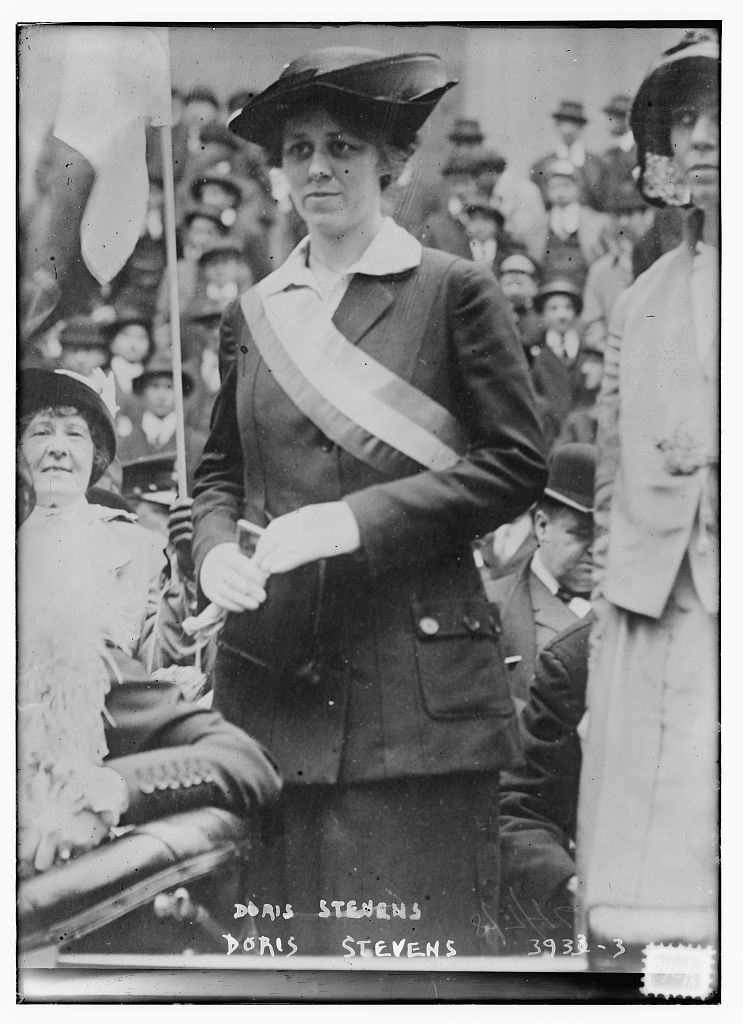
Doris Stevens, autora de Jaled for Freedom
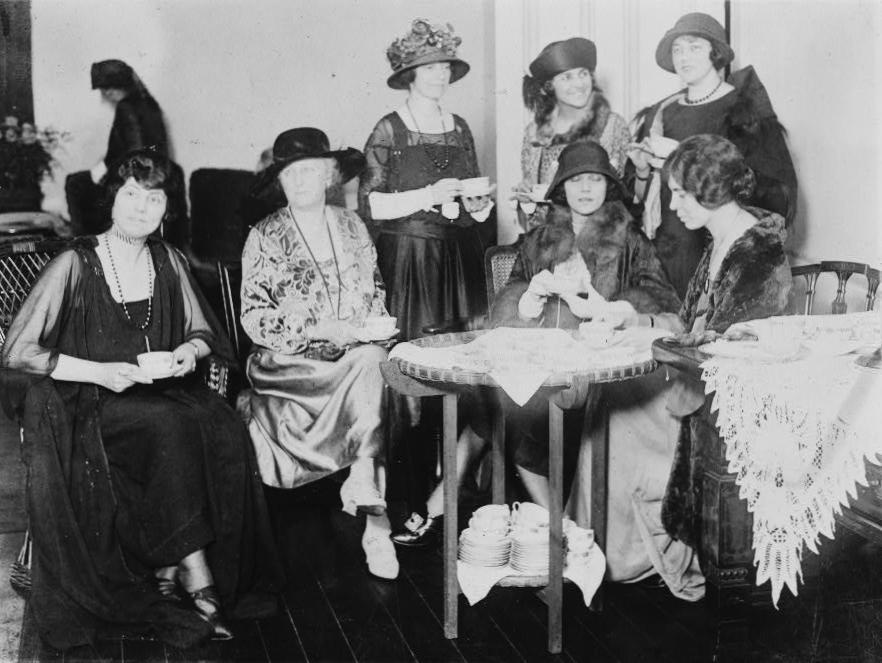
Te de recepció al NWP per a Alice Brady

## Oposició a Wilson

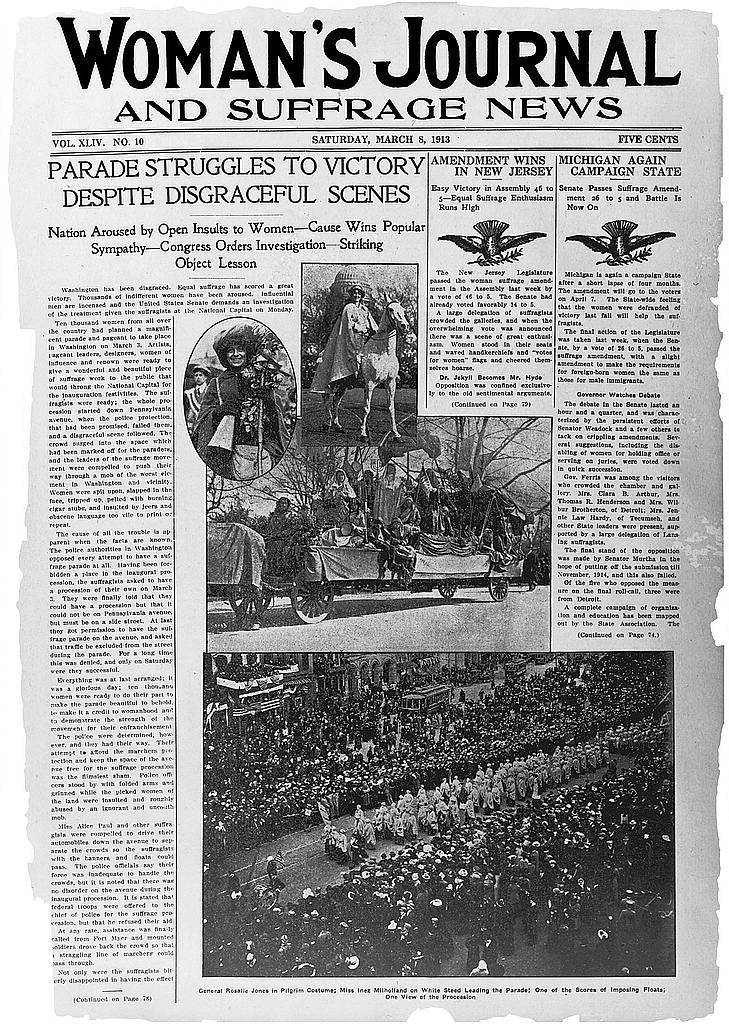
Portada del Woman's Journal, el 8 de març de 1913

Les dones associades al partit van organitzar una desfilada de sufragi molt innovadora el 3 de març de 1913, el dia abans de la presa de possessió del president Wilson.
Durant la primera reunió del grup, Alice Paul va aclarir que el partit no seria un partit polític tradicional i, per tant, no avalaria un candidat a la presidència durant les eleccions. Tot i que no n'era partidista, el NWP va dirigir la major part de la seva atenció al president Woodrow Wilson i als demòcrates, criticant-los com a responsables de no aprovar una esmena constitucional. Com a resultat d'això, el 1918, Paul va fer una campanya per boicotejar els demòcrates per la seva negativa a donar suport al sufragi femení. Van decidir boicotejar tot el partit, inclosos els demòcrates favorables al sufragi. Finalment, el boicot als demòcrates encapçalat pel NWP va conduir a una majoria republicana a la cambra. El Partit Nacional de la Dona va continuar centrant-se en el sufragi com a objectiu principal. Es va negar a donar suport o atacar la participació nord-americana a la Guerra Mundial, mentre que el partit rival, l'Associació Nacional de Sufragi de Dones Americanes (NAWSA), sota la direcció de Carrie Chapman Catt, donava suport total a l'esforç bèl·lic. Com a resultat d'això, un grup divers d'activistes, com pacifistes i socialistes, es va sentir atret pel NWP a causa de la seva oposició a un president antisufragi.

## Piquets a la Casa Blanca

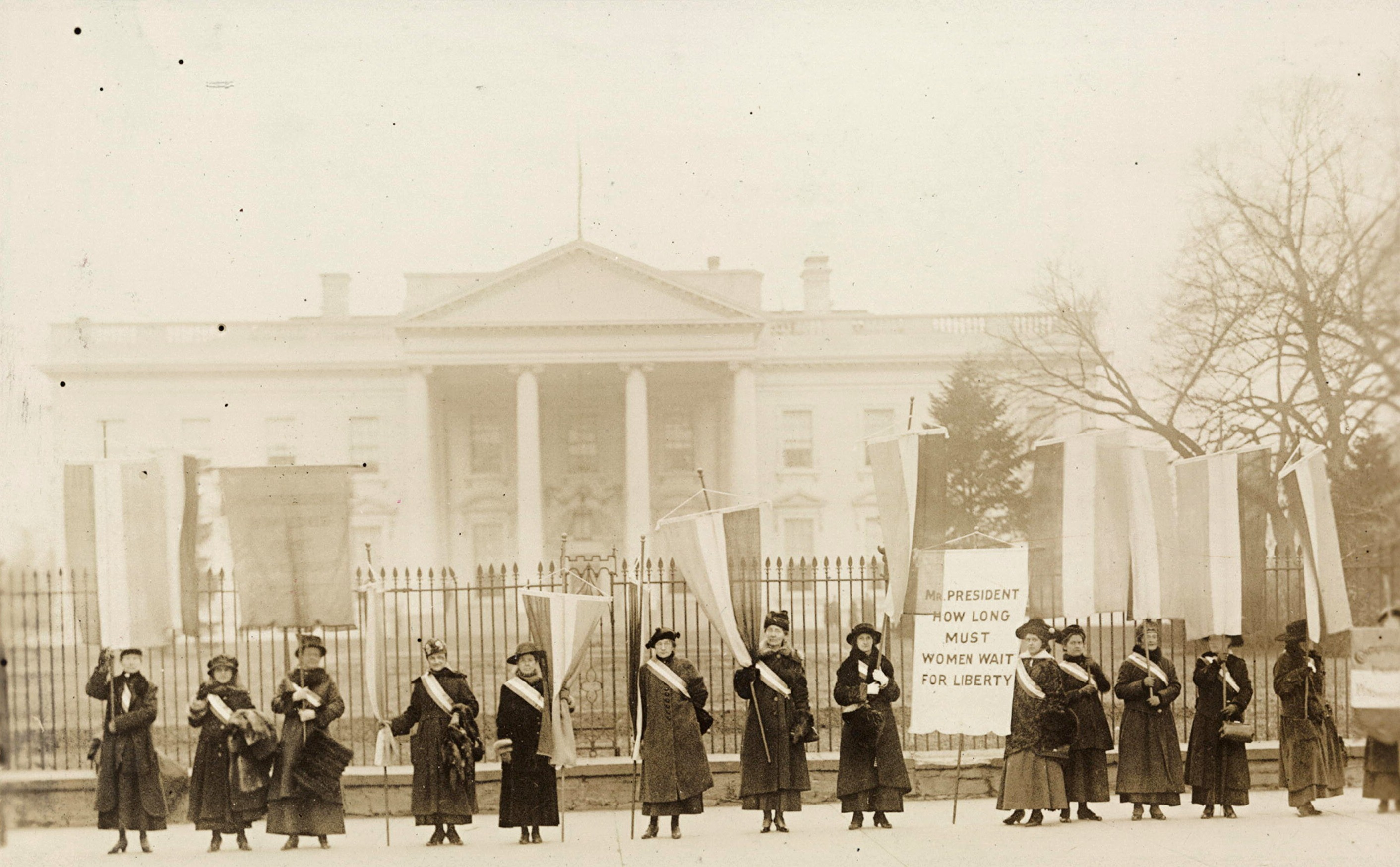
Els membres del NWP van fer piquets a la Casa Blanca durant les protestes de les Sentinelles Silencioses [Silent Sentinels] el 1917; la pancarta diu:« Senyor president, quant de temps han d'esperar les dones per la llibertat?».

L'escalada del conflicte a Europa no va impedir que Alice Paul i el NWP protestessin per la posició hipòcrita de Wilson sobre la guerra. Wilson va promoure la idea de mantenir la democràcia a l'estranger, tot i que els Estats Units encara negaven a la meitat dels seus ciutadans el dret de vot. Els piquets del NWP van ser considerats polèmics perquè van continuar en temps de guerra i altres grups de sufragi com NAWSA optaren per donar suport a l'esforç de guerra. Conegudes com a Sentinelles silencioses, la seva acció va durar des del 10 de gener de 1917 fins al juny de 1919. Els piquets van ser tolerats al principi, però quan van continuar fent-ne després que els Estats Units haguessin declarat la guerra el 1917, van ser arrestats per la policia per obstruir el trànsit. Independentment del clima, les dones es van quedar fora de la Casa Blanca sostenint pancartes, recordant constantment a Wilson la seva hipocresia. Quan van ser arrestades per primera vegada, Lucy Burns va afirmar que eren preses polítiques, però que eren tractades com a preses regulars. Com a homenatge al seu compromís amb el sufragi, es van negar a pagar les multes i va acceptar temps de presó.
La primera nit que les activistes van passar a la presó va ser coneguda com la Nit del Terror: les presoneres van ser colpejades fins que algunes van quedar inconscients. A causa d'aquesta detenció il·legal, moltes de les membres del NWP van fer vagues de fam; algunes, incloses Lucy Burns i Alice Paul, van ser alimentades a la força pel personal de la presó, amb tubs llargs i estrets clavats a la seva gola, cosa que va causar moltes ferides que no es van poder curar. Les sufragistes també es van veure obligades a fer de mà d'obra a les cases i sovint van ser colpejades i maltractades. Amb motiu dels maltractaments i els abusos físics, algunes de les sufragistes van compartir les seves històries a la premsa i a The Suffragist, el seu diari. Doris Stevens, una membre notable del NWP, va parlar de les seves horribles experiències a la presó d'Occoquan Workhouse en les seves memòries, Jaled for Freedom. La publicitat resultant va ser en un moment en què Wilson intentava construir una reputació per a ell i la nació com a líder internacional en drets humans. Moltes de les pancartes presentaven cites de Wilson sobre la preservació de la democràcia a l'estranger, que cridaven l'atenció sobre la hipocresia de Wilson i la seva manca de suport a una esmena de sufragi nacional.
Hi ha moltes teories diferents sobre per què Wilson va canviar la seva posició sobre el sufragi. Wilson va afavorir el sufragi femení a nivell estatal, però va mantenir el suport a una esmena constitucional a nivell nacional perquè el seu partit estava fortament dividit, i el Sud s'oposava a una esmena sobre la base dels drets de l'estat. L'únic estat del sud que va concedir el vot a les dones va ser Arkansas. El 1917-1919 el NWP va apuntar repetidament a Wilson i al seu partit per no promulgar una esmena. Wilson, però, es va mantenir en estret contacte amb sufragistes de la NAWSA, més moderades. Wilson va continuar aguantant fins que va estar segur que el Partit Demòcrata del Nord hi donava suport; el referèndum de 1917 a l'estat de Nova York a favor del sufragi va resultar decisiu per a ell. El gener de 1918, Wilson va anar en persona a la Cambra i va fer una crida forta i àmpliament publicada a la Cambra perquè aprovés el projecte de llei. El NWP va mantenir moltes tàctiques innovadores no violentes, que va contribuir a aconseguir que Wilson canviés la seva posició en el projecte de llei de sufragi. Va ser aprovat, però el Senat es va estancar fins al 1919 i finalment va enviar l'esmena als estats per a la ratificació. L'estudiosa Belinda A. Stillion Southard ha escrit que« ... la campanya del NWP va ser crucial per assegurar l'aprovació de la Dinovena Esmena».

## Lluitant per la igualtat de drets
El NWP va tenir un paper crític en l'aprovació de la Dinovena Esmena el 1920, que va concedir a les dones nord-americanes el dret de vot. Aleshores, Alice Paul va centrar la seva atenció a aconseguir l'Equal Rights Amendment (ERA), que considerava vital perquè les dones asseguressin la igualtat de drets. El NWP es va reagrupar el 1923 i va publicar la revista Equal Rights. La publicació estava dirigida a les dones, però també tenia la intenció d'educar els homes sobre els beneficis del sufragi femení, els drets de les dones i altres qüestions relacionades amb les dones americanes.
Els homes i les dones tindran els mateixos drets als Estats Units i a tots els llocs subjectes a la seva jurisdicció.

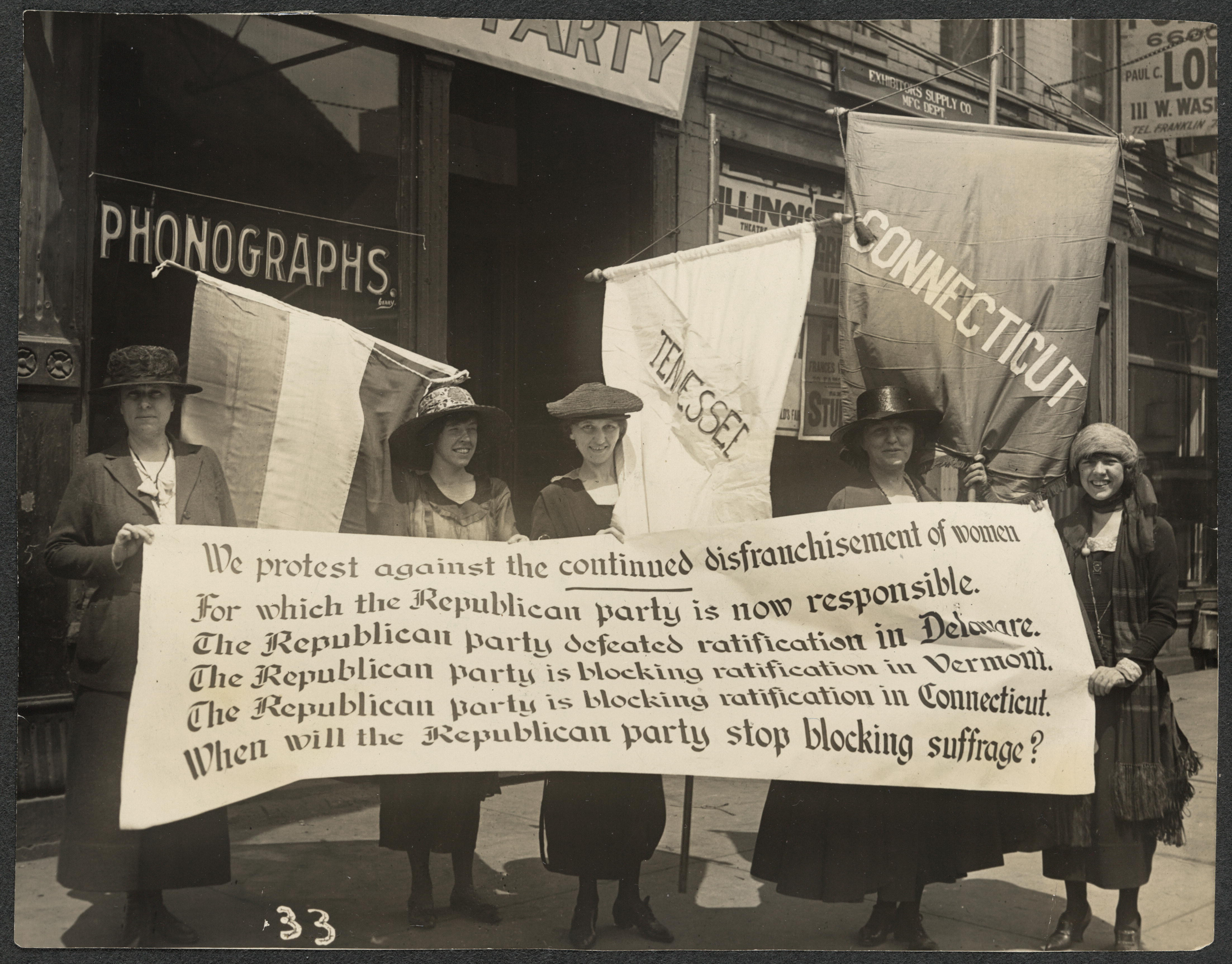
Membres del partit fent piquets a la convenció republicana, Chicago, juny de 1920. Abby Scott Baker, Florence Taylor Marsh, Sue Shelton White, Elsie Hill, Betty Gram.

El NWP no va donar suport a la legislació protectora i va argumentar que aquestes lleis continuarien deprimint els salaris de les dones i impedint que les dones tinguessin accés a tota mena de feines. Però el NWP va donar suport a les dones treballadores i el seu suport va ser vital durant tota la campanya per a l'esmena nacional. Alice Paul va organitzar moltes diputacions de la classe treballadora i fins i tot va enviar més de 400 treballadors de coll blau per reunir-se amb Wilson. Tot i que es considera molt controvertit a causa de la diferència d'estatus, aquest moviment va mostrar el suport de Paul a tot tipus de dones, no només a les de classes altes.
Després de 1920, el Partit Nacional de la Dona va ser responsable de més de 600 lleis que lluitaven per la igualtat. A més, el NWP va continuar pressionant per l'aprovació de l'Equal Rights Amendment (ERA) i sota la presidència de Sarah Tarleton Colvin, que ho era el 1933, va pressionar per la igualtat de sou. L'estudiosa Mary K. Trigg ha assenyalat: «... el NWP va tenir un paper central en el moviment pels drets de les dones després de 1945. Es va mantenir en el seu plantejament insistent, fent pressió amb obstinació any rere any per a la introducció de l'esmena al Congrés». El 1997, el NWP va deixar de ser una organització de pressió. Es va centrar, en canvi en l'educació i en la preservació de la seva col·lecció de documents de primera mà del moviment del sufragi femení. El NWP continua funcionant com a organització educativa, mantenint i interpretant la col·lecció deixada pel treball de l'històric Partit Nacional de la Dona.
El Congrés va aprovar l'Esmena ERA i molts estats la van ratificar, però a l'últim moment el 1982 va ser aturada per una coalició de conservadors liderada per Phyllis Schlafly i mai va arribar a ser aprovada.

## Títol VII de la Llei de drets civils de 1964
El 1963 el Congrés va aprovar la Llei d'igualtat salarial de 1963, que prohibia les diferències salarials en funció del sexe.
Els historiadors debaten la motivació de Smith: ¿va ser un intent cínic de derrotar el projecte de llei per part d'algú que s'oposava als drets civils dels negres i de les dones o va donar suport als drets de les dones i va intentar millorar el projecte de llei ampliant-lo per incloure-hi les dones? Smith esperava que els republicans, que havien inclòs la igualtat de drets per a les dones a la plataforma del seu partit des de 1944, probablement votessin a favor de l'esmena. Els historiadors especulen que Smith estava intentant avergonyir els demòcrates del nord que s'oposaven als drets civils de les dones perquè els sindicats s'oposaven a la clàusula.
Smith va dir que donava suport sincer a  l'esmena i, de fet, juntament amb la diputada Martha Griffiths, en va ser el principal portaveu. Durant vint anys, Smith havia patrocinat l'esmena per a la igualtat de drets, sense cap vinculació amb qüestions racials, a la Cambra perquè hi creia. Durant dècades havia estat a prop del Partit Nacional de la Dona i sobretot de Paul. Ella i altres activistes havien treballat amb Smith des de 1945 intentant trobar una manera d'incloure el sexe com una categoria de drets civils protegits. Ara era el moment. Griffiths va argumentar que la nova llei protegiria les dones negres però no les blanques, i això era injust per a les dones blanques. A més, va argumentar que les lleis que «protegien» les dones de feines desagradables estaven en realitat dissenyades per permetre als homes monopolitzar aquestes feines, i això era injust per a les dones. L'esmena es va aprovar amb els vots dels republicans i dels demòcrates del sud. La llei final es va aprovar amb els vots dels republicans i els demòcrates del nord. Pauli Murray també va ser fonamental en la inclusió del sexe al títol VII de la Llei de drets civils, que prohibeix la discriminació per raó de sexe.

## Publicacions

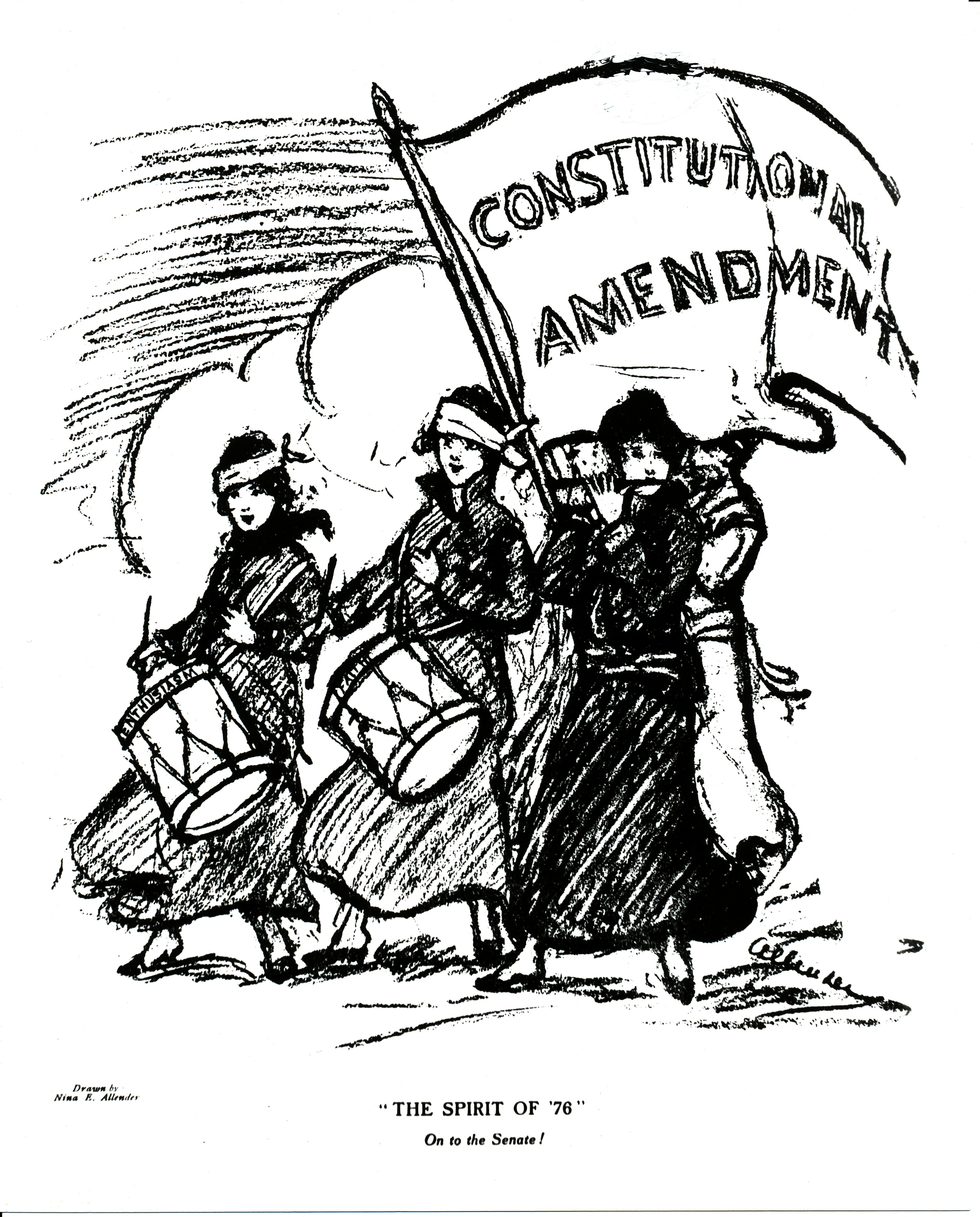
Nina E. Allender, L'esperit del '76.' Cap al Senat!, 1915

El diari The Suffragist va ser fundat per la Unió del Congrés per al Sufragi Femení el 1913. Es va definir com «l'únic diari polític femení als Estats Units» i es va publicar per promoure les activitats en favor del sufragi femení.The Suffragist  seguiria els esdeveniments setmanals i promouria diferents punts de vista de les líders del NWP.
Després de l'aprovació de l'esmena pel dret de vot de les dones, la publicació va ser interrompuda pel Partit Nacional de la Dona i succeïda el 1923 per Equal Rights. Publicat fins a 1954, Equal Rights va començar com un butlletí setmanal i es va convertir en un llançament bimensual amb l'objectiu de mantenir informats els membres del NWP sobre els desenvolupaments relacionats amb l'ERA i les qüestions legislatives. Incloïa informes de camp, actualitzacions de la legislació i característiques sobre les activitats del NWP i també escrits de col·laboradors com Crystal Eastman, Zona Gale, Ruth Hale i Inez Haynes Irwin.

## Llegat

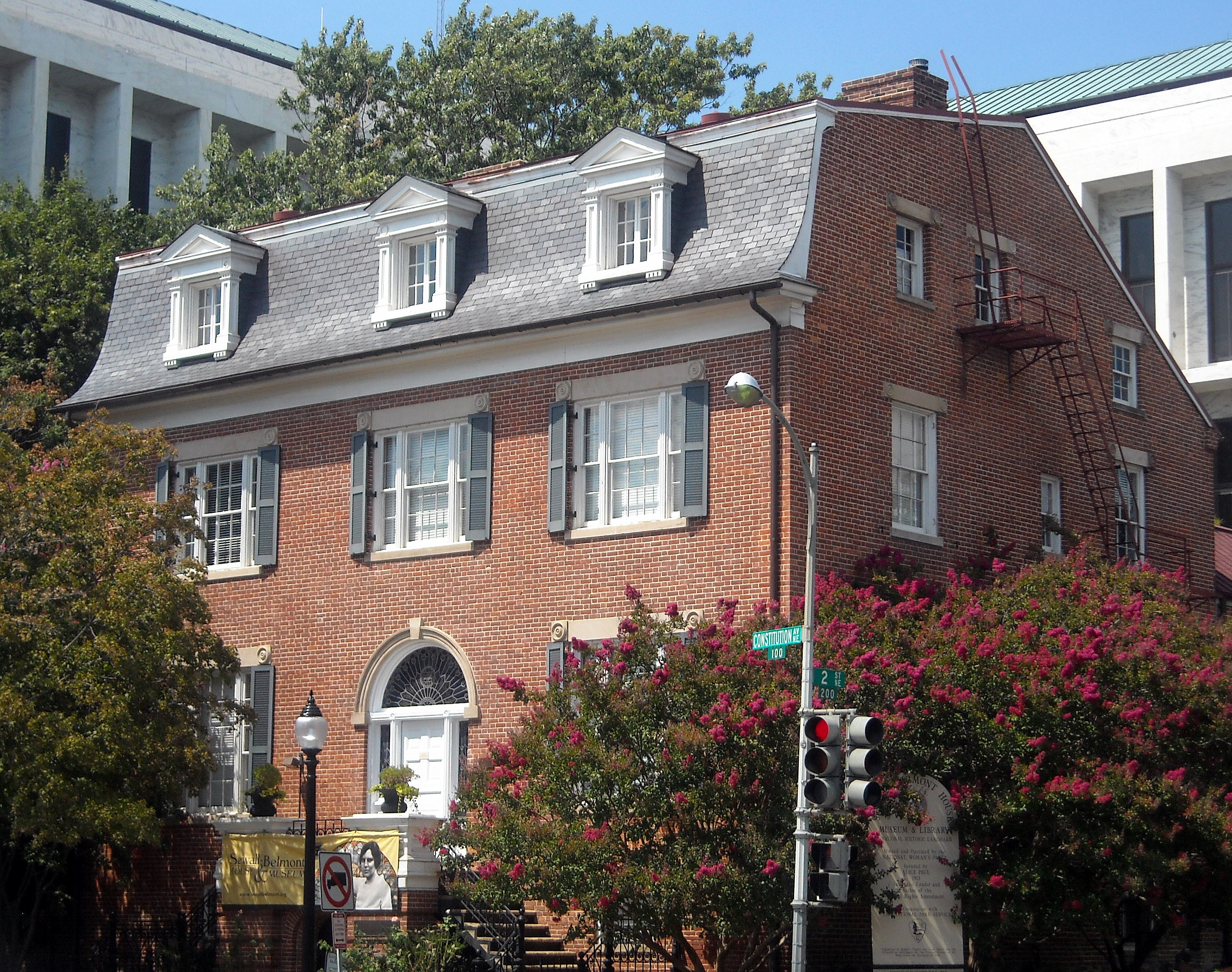
El Belmont-Paul Women's Equality National Monument, Washington, DC, seu del Partit Nacional de la Dona Històric

La dinovena esmena, que prohibeix la denegació del dret de vot per raó del sexe, es va convertir en la llei del país quan va ser ratificada per un nombre suficient d'estats el 1920. Moltes dones i homes afroamericans del sud, però, van romandre sense drets després de la ratificació d'aquesta esmena fins a la Llei de drets de vot de 1965.
Avui, el Partit Nacional de la Dona existeix com a organització educativa. La seva tasca és ara el manteniment i la interpretació de la col·lecció i arxius de l'històric Partit Nacional de la Dona (NWP), que opera des del Belmont–Paul Women's Equality National Monument a Washington, DC, on s'exposen objectes de la col·lecció. El llegat que aquest grup va deixar enrere és mixt. Mentre que Alice Paul i el NWP van ser fonamentals en l'aprovació de la Dinovena Esmena, el Partit no va incloure les dones negres i es va negar a ajudar-les a obtenir el dret de vot. Per mantenir el suport dels membres del sud del NWP, Paul es va negar a plantejar el tema de la raça al sud. El seu enfocament decidit a l'ERA va fer que es negués a lluitar contra les lleis Jim Crow que prohibeixen el dret de vot a les dones negres. La historiadora Nancy Cott ha assenyalat que, a mesura que el partit s'acostava als anys vint, es va mantenir ideològicament coherent en la recerca d'un únic objectiu per a les dones i com un grup de pressió autocràtic, un grup de pressió d'un sol tema, encara depenent d'entrar als diaris com a mitjà per donar a conèixer la seva causa, insistint molt amb allò d'«incorporar-hi els homes». Els grups de pressió del NWP van anar directament als legisladors, governadors i presidents, i no als seus electors.

## Membres notables

### Estats i líders estatals
Quan el 1918 es va incorporar el Partit Nacional de les Dones, hi havia quaranta-quatre estats i el Districte de Colúmbia hi estava representat.

#### Comitè Nacional de Presidentes dels Estats de la Unió, 1920
Florence Bayard Hilles com a presidenta del Comitè Nacional i Mary Ingham com a secretària.
| Estat                | Nom                               | Ciutat                 | Notes | Image                                                      |
| -------------------- | --------------------------------- | ---------------------- | --- | ---------------------------------------------------------- |
| Alabama              | Sara Haardt                       | Montgomery             | Cap de la branca d'Alabama del Partit Nacional de la Dona. |                                                            |
| Arizona              | Nellie A. Hayward                 | Douglas                | Cap de la branca d'Arizona del Partit Nacional de la Dona. |                                                            |
| Califòrnia           | Genevieve Allen                   | San Francisco          | Cap de la branca de Califòrnia del Partit Nacional de la Dona (NWP). Membre del Partit Nacional de les Dones que buscava el suport del senador nord-americà Warren G. Harding.                                                                | Mrs. Genevieve Allen front row: Far right                  |
| Colorado             | Bertha W. Fowler                  | Colorado Springs       | Cap de la branca de Colorado del Partit Nacional de la Dona. La doctora Caroline Spencer era la secretària. | Mrs. Bertha W. Fowler: Fourth from left                    |
| Connecticut          | Katharine Martha Houghton Hepburn | Hartford               | Cap de la branca de Connecticut del Partit Nacional de la Dona i presidenta del Comitè Executiu Nacional del NWP. | Katharine Martha Houghton Hepburn (Mrs. Thomas N. Hepburn) |
| Delaware             | Florence Bayard Hilles            | Wilmington             | Cap de la branca de Delaware del Partit Nacional de la Dona i membre del comitè executiu nacional. Condemnada pels piquets a la Casa Blanca i indultada.                                                                                      | F B Hilles                                                 |
| District of Columbia | Delia Sheldon Jackson             |                        | Cap de la branca de Washington D.C. del Partit Nacional de la Dona. |                                                            |
| Florida              | Helen Hunt                        | Jacksonville           | Cap de la branca de Florida del Partit Nacional de la Dona, periodista i advocada. |                                                            |
| Geòrgia              | Mrs. W.A. Maddox                  | Atlanta                | Cap de la branca de Geòrgia del Partit Nacional de la Dona. |                                                            |
| Idaho                | Mrs.John E. White                 | Twin Falls             | Cap de la branca d'Idaho del Partit Nacional de la Dona. |                                                            |
| Illinois             | Lola Maverick Lloyd               |                        | Cap de la branca d'Illinois del Partit Nacional de la Dona |                                                            |
| Indiana              | Eleanor P. Barker                 | Indianapolis           | Cap de la branca d'Indiana del Partit Nacional de la Dona. Va exercir com a presidenta estatal del capítol d'Indiana de la Unió del Congrés per al Sufragi de les Dones i va formar part del consell assessor del Partit Nacional de la Dona. |                                                            |
| Iowa                 | Florence Harsh                    | Des Moines             | Cap de la branca d'Iowa del Partit Nacional de la Dona. |                                                            |
| Kansas               | Lilla Day Monroe                  | Topeka                 | Cap de la branca de Kansas del Partit Nacional de la Dona. President de la Kansas Equal Suffrage Association, editora de The Club Member i The Kansas Woman's Journal i membre fundadora del Good Government Club.                            |                                                            |
| Kentucky             | Edith Callahan                    | Louisville             | Cap de la branca de Kentucky del Partit Nacional de la Dona. |                                                            |
| Louisiana            | Eleanor G. Graham                 | New Orleans            | Cap de la branca de Louisiana del Partit Nacional de la Dona. |                                                            |
| Maine                | Florence Brooks Whitehouse        | Portland, Maine        | Va ajudar al llançament i va ser la primera cap de la branca de Maine del Partit Nacional de la Dona. |                                                            |
| Maryland             | Mrs. Donald R. Hooker             | Baltimore              | Cap de la branca de Maryland del Partit Nacional de la Dona. Editora del Maryland Suffrage News i de The Suffragist. |                                                            |
| Massachusetts        | Agnes H. Morey                    | Brookline              | Cap de la branca de Massachusetts del Partit Nacional de la Dona. La seva filla, Katharine A. Morey, una de les Sentinelles Silencioses. |                                                            |
| Michigan             | Marjorie Miller Whittemore        | Detroit                | Cap de la branca de Michigan del Partit Nacional de la Dona. |                                                            |
| Minnesota            | Sarah Tarleton Colvin             | St. Paul               | Head of the Minnesota branch of the National Woman's Party. |                                                            |
| Mississippi          | Ann Calvert Neely                 | Vicksburg, Mississippi | Cap de la branca de Minnesota del Partit Nacional de la Dona. |                                                            |
| Missouri             | Mrs. H.B. Leavens                 | Kansas                 | Cap de la branca de Missouri del NWP. Al 1911 va formar l'Associació de Sufragi Femení de Kansas City amb altres companyes. |                                                            |
| Nebraska             | Gertrude Hardenburg Laws Hardy    | Lincoln                | Cap de la branca de Nebraska del Partit Nacional de la Dona. |                                                            |
| Nou Hampshire        | Winfield Shaw                     | Manchester             | Cap de la branca de Nou Hampshire del Partit Nacional de la Dona. |                                                            |
| Nova Jersey          | Alison Turnbull Hopkins           | Newark                 | Cap de la branca de Nova Jersey del Partit Nacional de la Dona. |                                                            |
| Nou Mèxic            | Cora Armstrong Kellam             | Albuquerque            | Cap de la branca de Nou Mèxic del NWP. Juntament amb Florence Bayard Hilles (de Delaware) es va reunir amb el president Wilson sobre l'esmena del sufragi.                                                                                    |                                                            |
| Estat de Nova York   | Alva Belmont                      | Long Island            | Cap de la branca de Nova York del NWP. |                                                            |
| Carolina del Nord    | Ella St. Clair Thompson           | Spruce Pine            | Cap de la branca de Carolina del Nord del Partit Nacional de la Dona. |                                                            |
| Dakota del Nord      | Beulah McHenry Amidon             | Fargo                  | Cap de la branca de Dakota del Nord del Partit Nacional de la Dona. La seva filla, també anomenada Beulah Amidon, després Beulah Amidon Ratliff.                                                                                              |                                                            |
| Ohio                 | Helen Clegg Winters               | Dayton                 | Cap de la branca d'Ohio del Partit Nacional de la Dona. |                                                            |
| Oklahoma             | Ida F. Halsey                     | Oklahoma City          | Cap de la branca d'Oklahoma del Partit Nacional de la Dona. Substituïda el 1922 per Florence Etheridge Cobb. |                                                            |
| Oregon               | Mrs. W. J. Hawkins                | Portland               | Cap de la branca d'Oregon del Partit Nacional de la Dona. |                                                            |
| Pennsilvània         | Mary H. Ingham                    | Philadelphia           | Cap de la branca de Pennsilvània del Partit Nacional de la Dona. |                                                            |
| Rhode Island         | Mary Lavinia Archbold Van Beuren  | Newport                | Cap de la branca de Rhode Island del Partit Nacional de la Dona. |                                                            |
| Carolina del Sud     | Mrs. W. P. Vaughan                | Greenville             | Cap de la branca de Carolina del Sud del Partit Nacional de la Dona. |                                                            |
| Dakota del Sud       | Harriet E. Fellows                | Sioux Falls            | Cap de la branca de Dakota del Sud del Partit Nacional de la Dona. |                                                            |
| Tennessee            | Sue White                         | Jackson                | Cap de la branca de Tennessee del Partit Nacional de la Dona. |                                                            |
| Texas                | Anna Tidball Millett              | Fort Worth             | Cap de la branca de Texas del Partit Nacional de la Dona. |                                                            |
| Utah                 | Louise Garnett                    | Salt Lake City         | Cap de la branca d'Utah del Partit Nacional de la Dona. |                                                            |
| Virginia             | Sophie G. Meredith                | Richmond               | Cap de la branca de Virgínia del Partit Nacional de la Dona. |                                                            |
| Washington           | Sophie L. W. Clark                | Seattle                | Cap de la branca de Washington del Partit Nacional de la Dona. |                                                            |
| Virginia Occidental  | Florence Hoge                     | Wheeling               | Cap de la branca de Virgínia Occidental del Partit Nacional de la Dona. |                                                            |
| Wisconsin            | Mabel Raef Putnam                 | Milwaukee              | Cap de la branca de Wisconsin del Partit Nacional de la Dona. |                                                            |
| Wyoming              | Mrs. P. E. Glafcke                | Cheyenne               | Cap de la branca de Wyoming del Partit Nacional de la Dona. |                                                            |

### Altres membres destacades
| - Edith Ainge (1873-1948), tresorera del NWP - Nina E. Allender - Caroline Lexow Babcock - Abby Scott Baker - Mary Ritter Beard - Harriot Stanton Blatch - Lucy Burns - Marion Cothren - Dorothy Day | - Amelia Earhart - Crystal Eastman - Julia Emory - Sara Bard Field - Phoebe Hearst - Alison Turnbull Hopkins - Inez Haynes Irwin - Edna Buckman Kearns - Anne Martin | - Nell Mercer - Inez Milholland - Vida Milholland - Florence Kenyon Hayden Rector - Rebecca Hourwich Reyher - Jane Norman Smith, presidenta entre 1927 i 1929 - Caroline Spencer - Doris Stevens - Phyllis Terrell | - Mabel Vernon - Agnes E. Wells - Evelyn Wotherspoon Wainwright - Rose Winslow - Margaret Fay Whittemore - Emma Wold - Clara Snell Wolfe - Maud Younger |